# Nanofiltrare
Nanofiltrarea este un proces de filtrare cu membrană utilizat cel mai adesea pentru dedurizarea și dezinfectarea apei. Se utilizează membrane cu pori de dimensiuni nanometrice, pentru particule mai mici de 10 nanometri. Membranele de nanofiltrare au pori cu dimensiuni cuprinse între 1 și 10 nanometri, mai mici decât cele utilizate în microfiltrare și ultrafiltrare, dar puțin mai mari decât cele utilizate în osmoza inversă. Membranele utilizate sunt create predominant din filme subțiri de polimeri. Printre materialele utilizate în mod obișnuit se numără polietilenul tereftalatul sau metale precum aluminiul.